# San Martino del Lago
San Martino del Lago es una localidad y comune italiana de la provincia de Cremona, región de Lombardía. A fines de 2018 tenía una población de 408 habitantes.

## Evolución demográfica
| Gráfica de evolución demográfica de San Martino del Lago entre 1861 y 2001 |
|                                                                            |
| Fuente ISTAT - elaboración gráfica de Wikipedia                            |